# Georges Lamia
Georges Lamia   (El Kala, 14 d'abril de 1933 - Canha de Mar, 10 de març de 2014) fou un futbolista francès nascut a Algèria de la dècada de 1960.
Fou 7 cops internacional amb la selecció de França.
Pel que fa a clubs, destacà a OGC Nice.